# 20 septembre 1907
Le 20 septembre 1907 est le 263e jour de l'année 1907 du calendrier grégorien. Il s'agit d'un vendredi. 

## Naissances
- Nicolaus von Below, officier de la Luftwaffe pendant la Seconde Guerre mondiale.
- Antoine Khoraiche, patriarche de l'Église maronite.

## Décès
- Charles Boëyé, homme politique belge.